# Cyrto-hypnum atlanticum
Cyrto-hypnum atlanticum là một loài rêu trong họ Thuidiaceae. Loài này được (Hedenäs) Hedenäs & Sérgio mô tả khoa học đầu tiên năm 1992.